# Gateshead Millennium Bridge
Le Gateshead Millenium Bridge (ou « Pont du millénaire de Gateshead ») est un pont mobile rotatif situé à Gateshead, en Angleterre, au-dessus de la Tyne.

## Conception et construction

Animation montrant comment le pont pivote pour laisser passer les bateaux.

Le pont a été mis en place d'une seule pièce par une des plus grandes grues flottantes au monde le 20 novembre 2000. Ouvert au public dès le 17 septembre 2001, il a été inauguré par la reine Élisabeth II le 7 mai 2002.
Ce pont pivote pour laisser passer les bateaux jusqu'à 25 mètres de haut, à l'aide d'une manœuvre durant 4 minutes et demie. Ce mouvement, associé à la forme particulière du pont, faisant penser à un œil, le surnom de Blinking Eye a souvent été donné au pont. Le pont se nettoie lui-même, à chaque fois que le pont bascule les déchets tombent dans un compartiment prévu à cet effet. Le poids total du pont s'élève à environ 800 tonnes.

## Caractéristiques principales

### Forme
La structure du pont est constituée de deux arcs solidarisés par des haubans dont l'un sert de pont piétonnier et cyclable de 8 m de large. Le pont s'étend dans la largeur du fleuve sur 126 m et se dresse au sommet à 50 m au dessus du niveau de la Tyne. La voie piétonne est d’environ 30 cm plus haute que la piste cyclable.
Chaque arc décrit une courbe caténaire (catenary curve) ou chaînette renversée. L'une des principales exigences dans la conception du pont rotatif était de permettre l'accès aux navires de la Royal Navy et en particulier aux patrouilleurs HMS Archer et HMS Example, basés à Gateshead.

### Fonctionnement
Huit vérins hydrauliques de 45 cm de diamètre (quatre de chaque côté, chacun alimenté par un moteur électrique d'une puissance de 55 kW) font pivoter le pont sur de grands roulements pour permettre aux petits navires et bateaux de passer dessous.
Les deux arcs et les haubans qui les solidarisent forment une seule structure rigide qui s’incline comme une seule entité, chaque arc contrebalançant l’autre, minimisant ainsi la consommation d’énergie. Le fonctionnement est si économe qu'en avril 2017, il ne coûtait en électricité que 3,96 £ par ouverture,.

### Coût
Le pont a coûté 22 millions de livres sterling. Sa construction a été en partie financée par la Commission du Millénaire.

## Reconnaissance
Le pont est devenu une attraction touristique importante de Gateshead. Il a reçu le Royal Institute of British Architects (RIBA) Sterling Prize en 2002, le IStructE Supreme Award en 2003 et le IABSE Outstanding Structure Award en 2005. Le pont a également été représenté au dos de pièces d'une livre sterling en 2007.

## Galerie photo

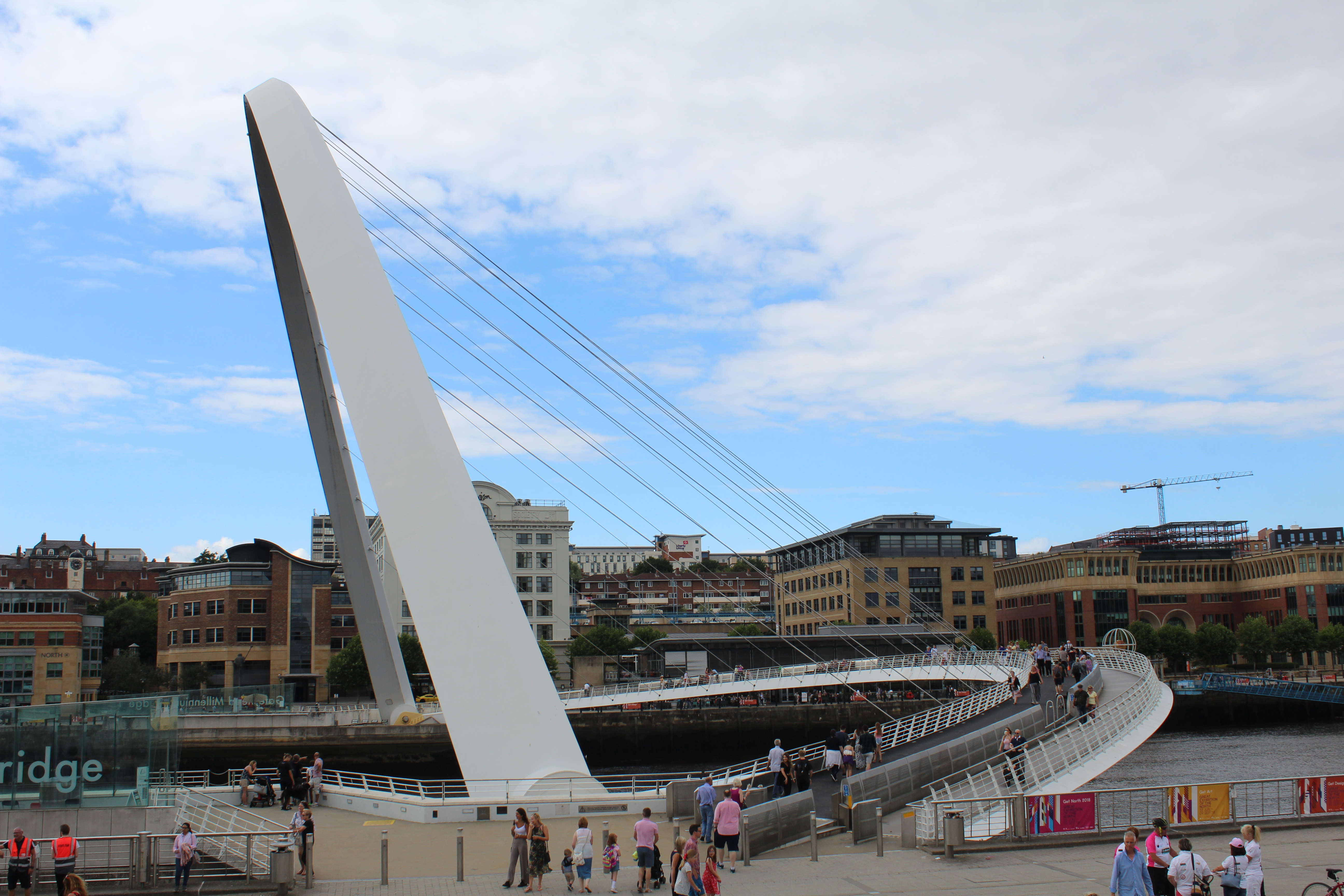
Vue de la rive.
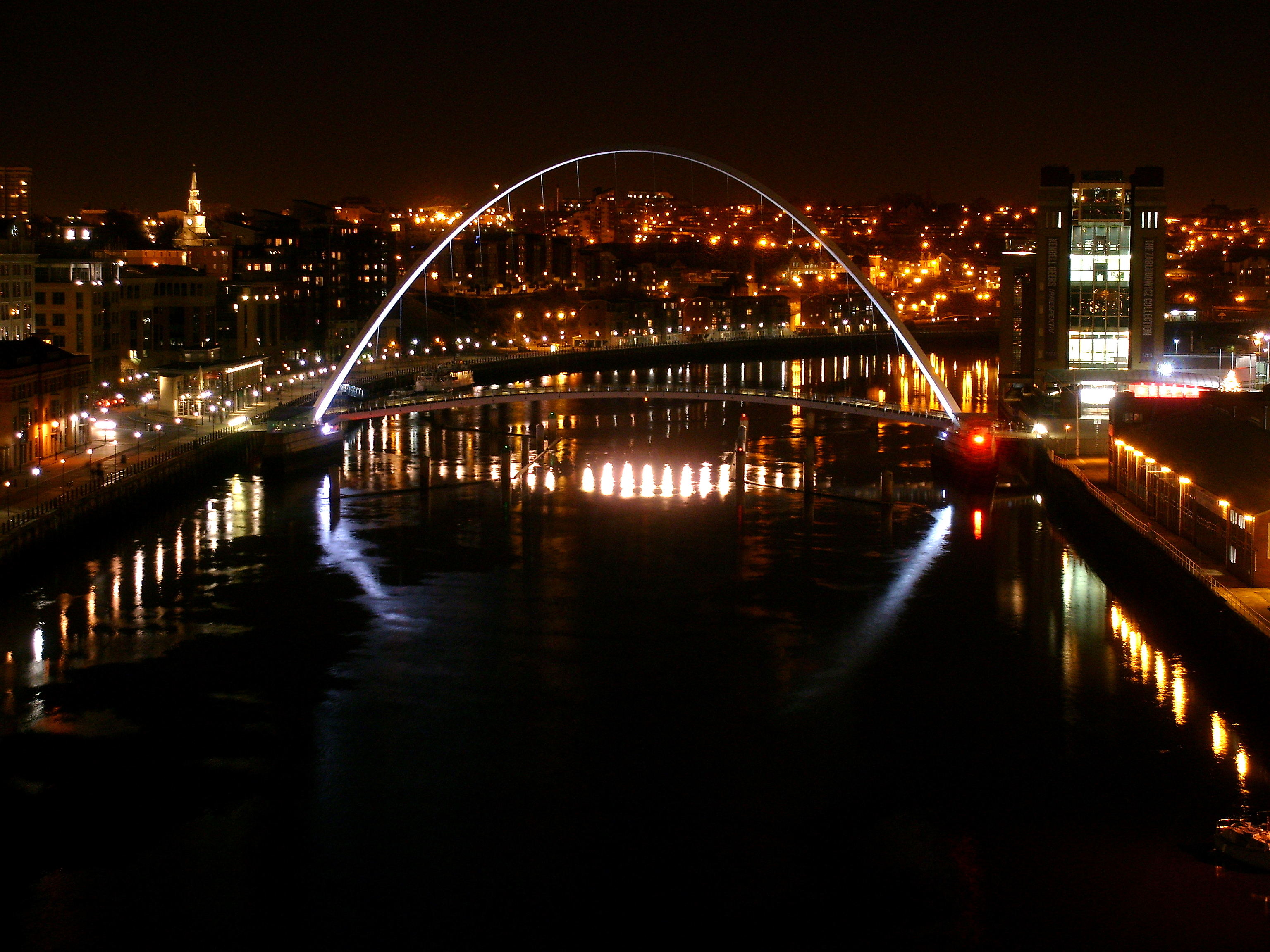
Le pont de nuit.
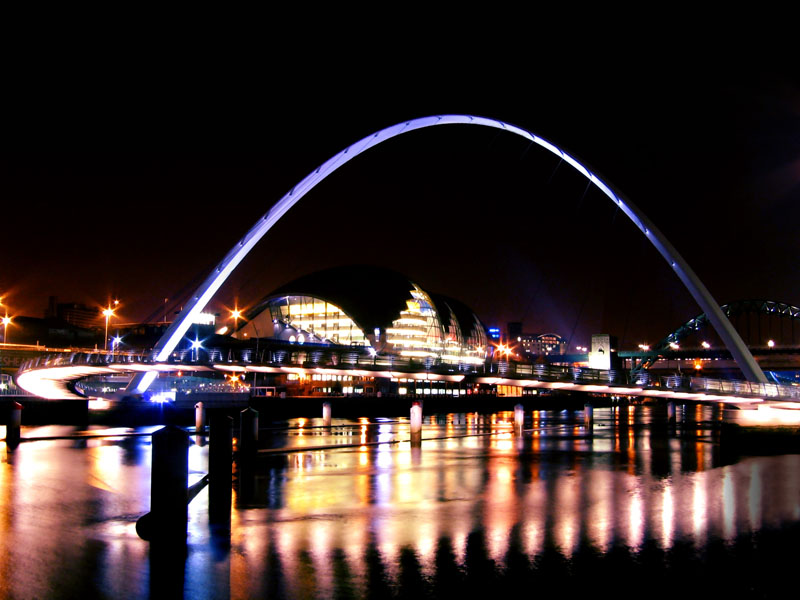
Le pont illuminé.
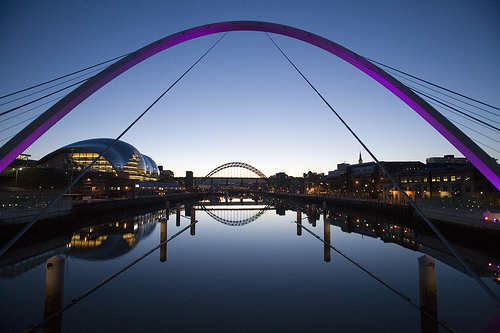
Vue du pont sur la structure.